# Rogeria stigmatica
Rogeria stigmatica är en myrart som beskrevs av Carlo Emery 1897. Rogeria stigmatica ingår i släktet Rogeria och familjen myror. Inga underarter finns listade i Catalogue of Life.

## Bildgalleri

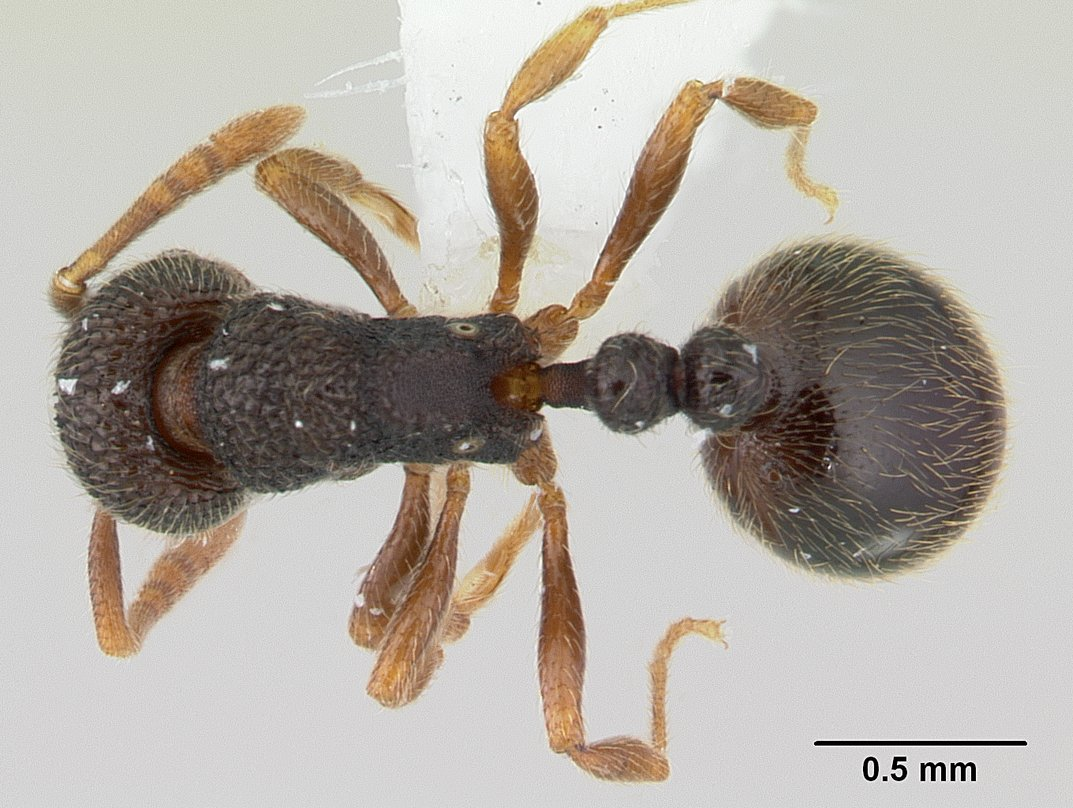
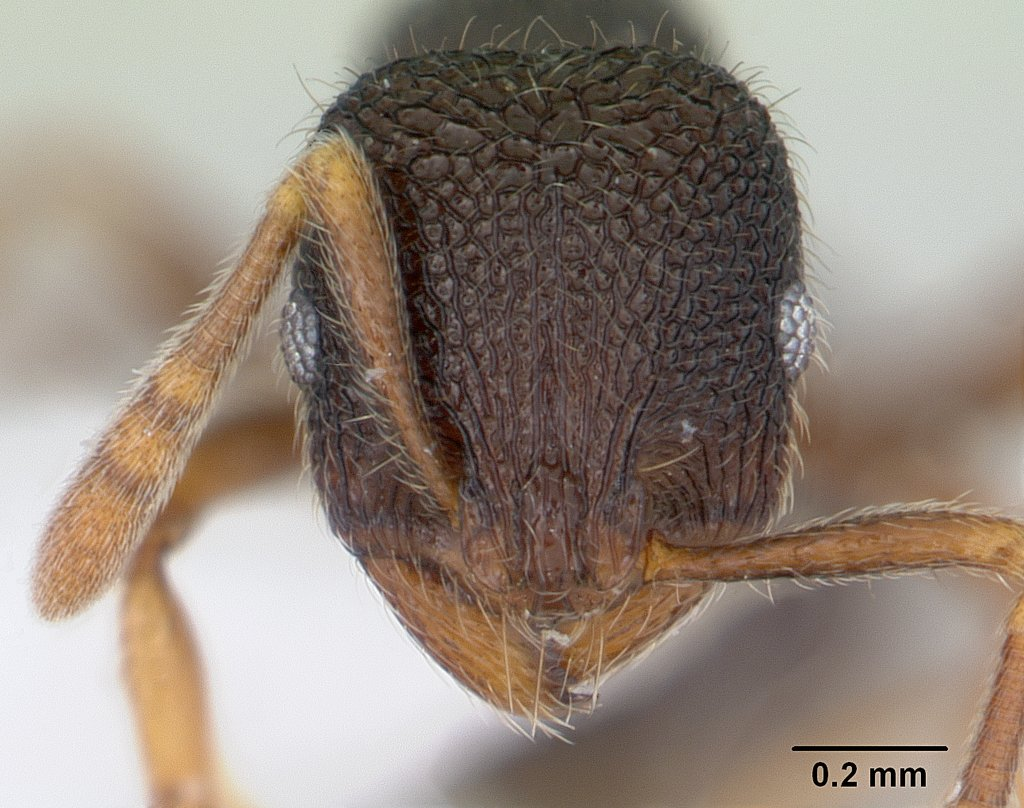
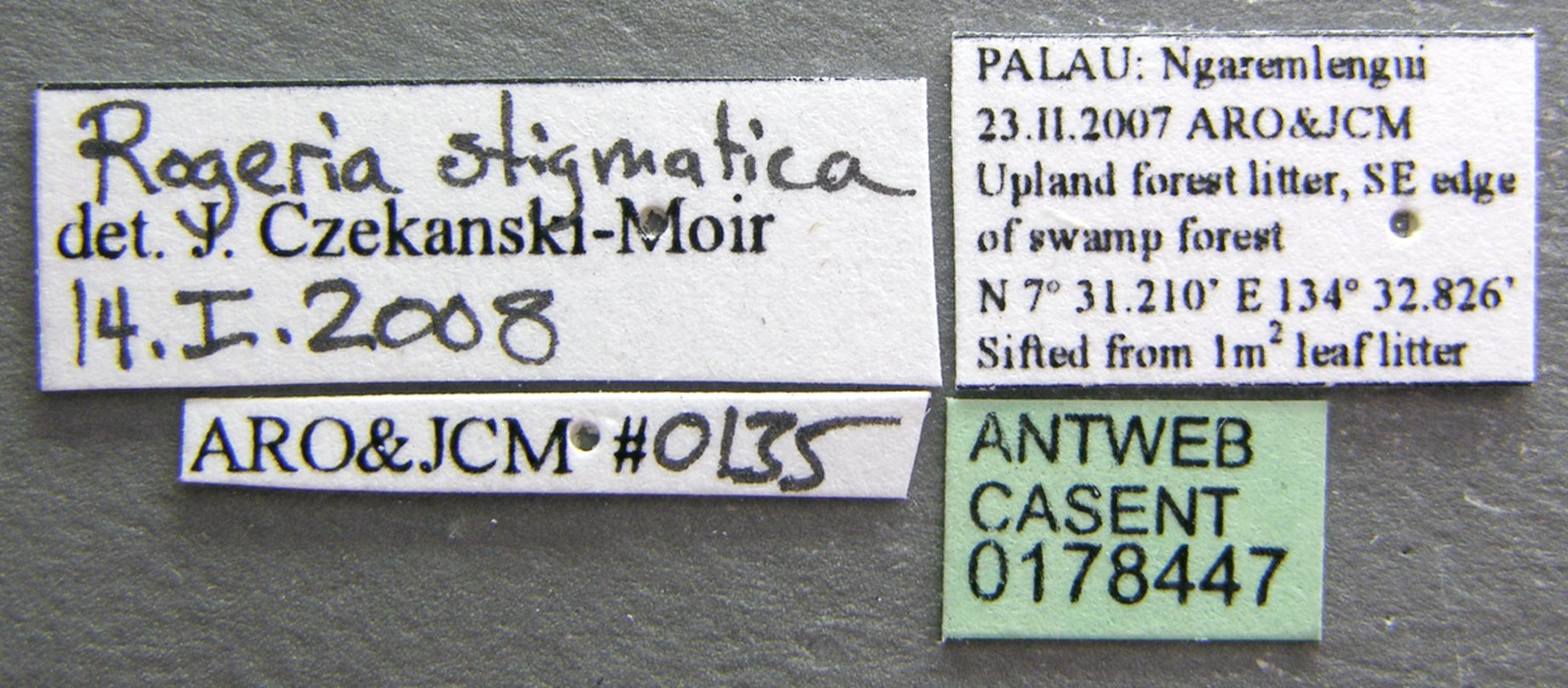
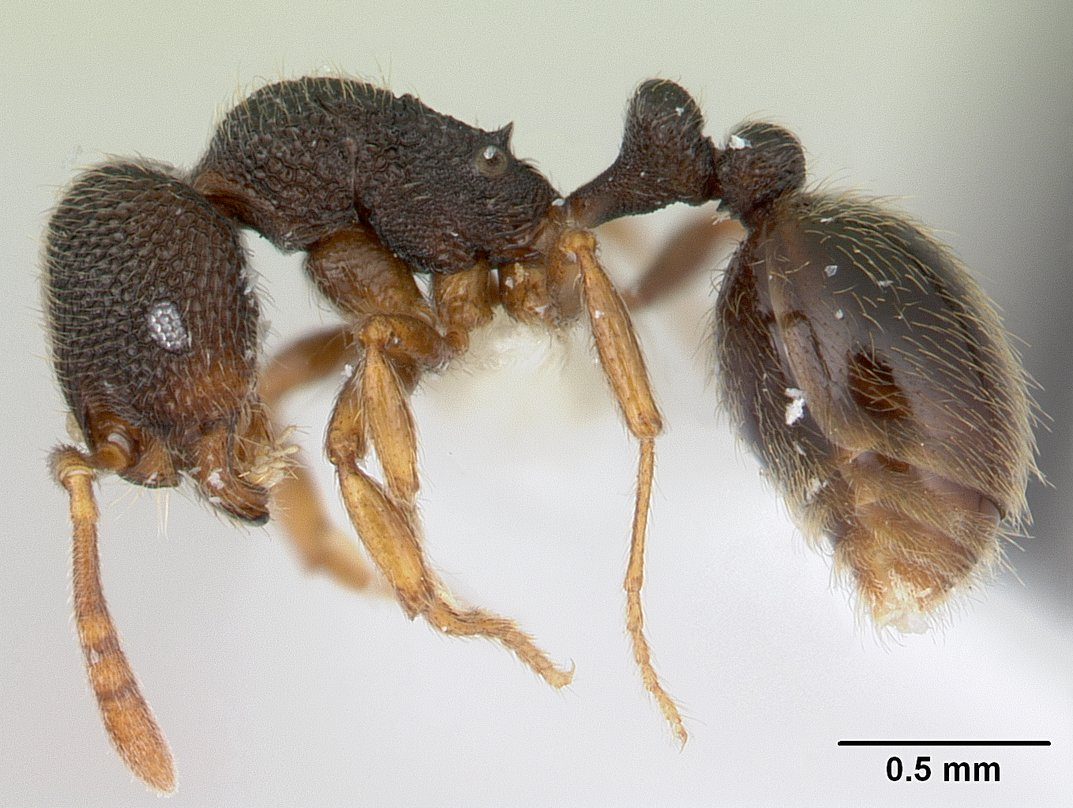